# Stavsolus tenninus
Stavsolus tenninus is een steenvlieg uit de familie Perlodidae. De wetenschappelijke naam van de soort is voor het eerst geldig gepubliceerd in 1905 door Needham.